# Stora Svartgölen (Skedevi socken, Östergötland)
Stora Svartgölen är en sjö i Finspångs kommun i Östergötland och ingår i Nyköpingsåns huvudavrinningsområde.